# HD 139139
Ne doit pas être confondu avec HD 131399.
Désignations
HD 139139, aussi connue comme EPIC 249706694 et surnommée le Transiteur aléatoire (the Random Transiter), est une étoile binaire constituée de deux étoiles de séquence principale distantes d'environ 350 années-lumière dans la constellation de la Balance. HD 139139 est de type spectral G5, un peu plus lumineuse que le soleil, et avec à peu près la même température. Sa magnitude apparente est de 9,8. Son compagnon est une naine rouge de type K5-7. Sa luminosité est plus faible de 3 magnitudes avec une température de surface entre 4 100 et 4 300 K.
HD 139139 est une étoile variable. Les observations du télescope Kepler ont mis en évidence 28 baisses de luminosité sur une période de seulement 87 jours (du 23 août au 20 novembre 2017) dont la raison est toujours inexpliquée.